# Feira Setecentista de Loures
A Feira Setecentista é uma reconstituição histórica que ocorre em Santo Antão do Tojal, destacando-se como cenário o Palácio dos Arcebispos, a Igreja Matriz e a Fonte Monumental nesta localidade. Este evento é uma iniciativa anual que visa assinalar o Dia Mundial do Turismo, celebrado em 27 de setembro. A celebração atrai a participação entusiástica de centenas de figurantes, transportando os visitantes para o reinado de D. João V e para o contexto da construção do Convento de Mafra.

## Atividades culturais

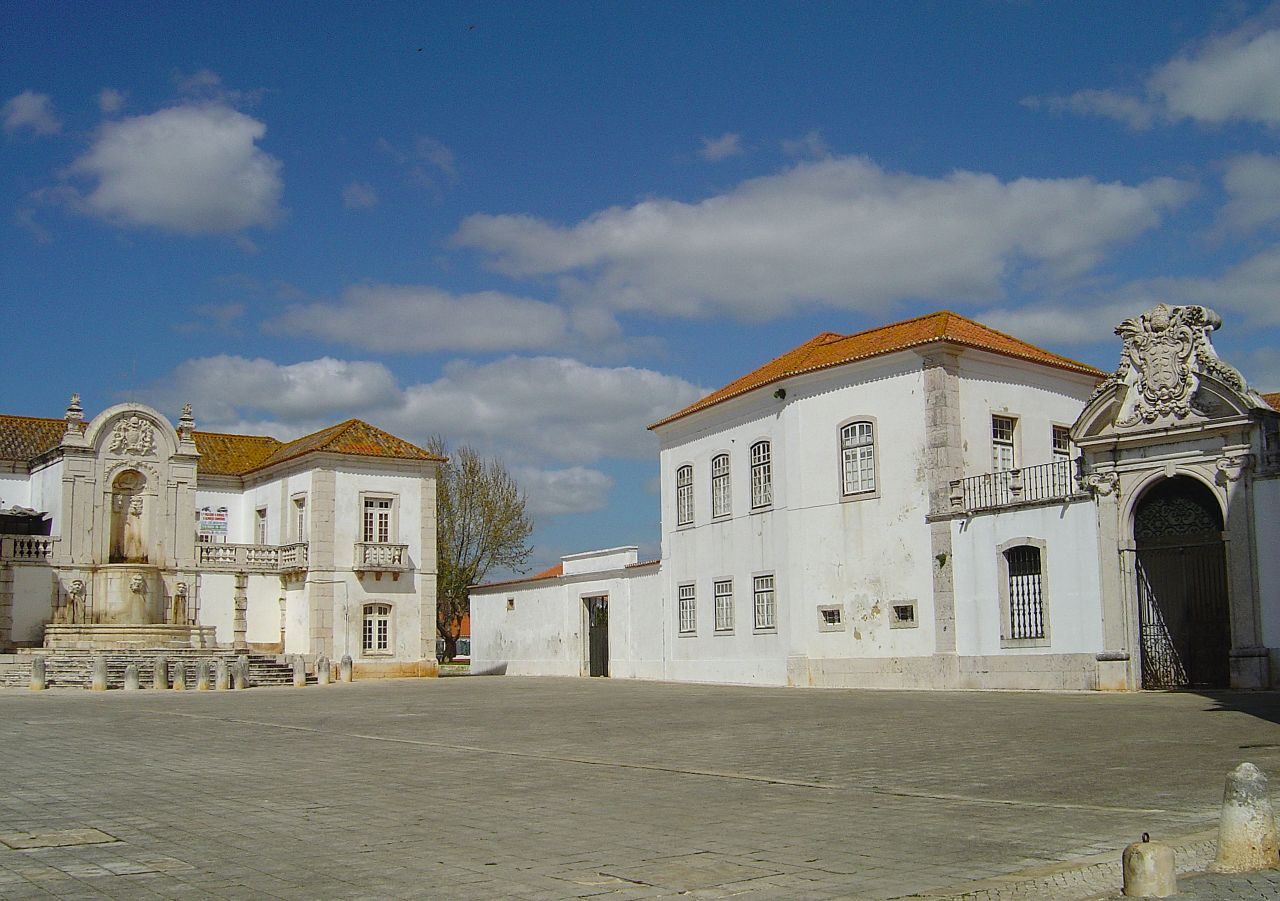
Praça Monumental em Santo Antão do Tojal.

A feira e desfile setecentista oferecem uma experiência rica, repleta de atrações como malabaristas, gaiteiros, contadores de histórias, jogos tradicionais, danças palacianas e bancas de venda de petiscos. O ambiente é enriquecido com um churrasco popular, recitais de música e poesia, além de espetáculos musicais, proporcionando uma imersão completa na atmosfera cultural e histórica do século XVIII. O evento destaca-se como uma oportunidade única para os participantes e visitantes explorarem e vivenciarem a riqueza da época, preservando e celebrando tradições importantes ligadas à história local.

## História

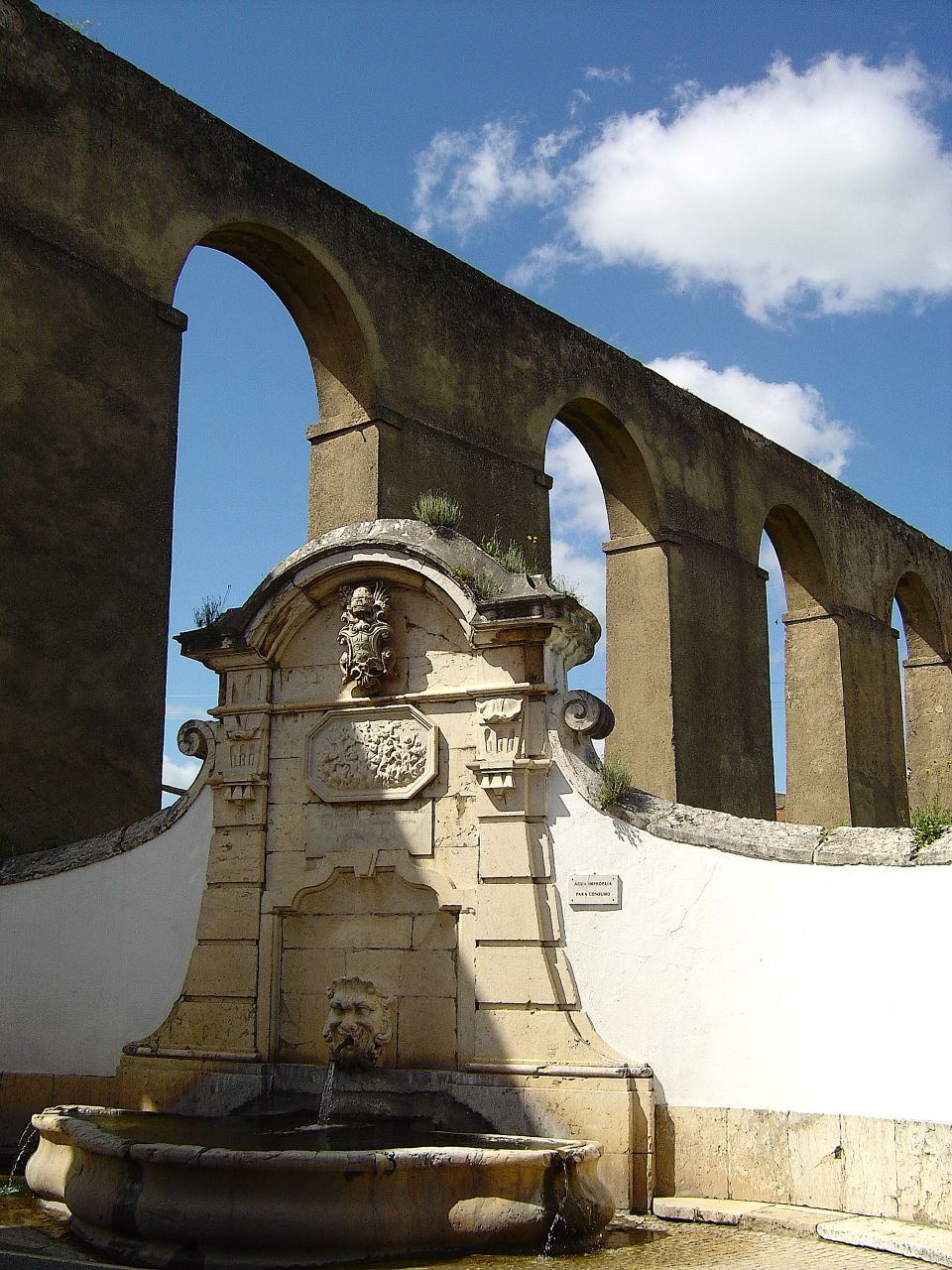
Chafariz dos Arcos, localizado em Santo Antão do Tojal.

Na era em que o Convento de Mafra era construído, Santo Antão do Tojal desempenhava um papel crucial como ponto de recepção para a navegação que subia pelo rio Trancão. Esta via fluvial desempenhava uma função vital no transporte de materiais pesados, incluindo as estátuas e os sinos destinados ao convento. O desembarque e a bênção desses elementos foram conduzidos pelo primeiro patriarca de Lisboa, D. Tomás de Almeida, num evento grandioso e solene. 
Além disso, D. Tomás de Almeida desempenhou um papel significativo na revitalização e expansão do espaço do Largo Monumental. Para essa empreitada, convocou o arquiteto italiano António Canevari, responsável pelo projeto do aqueduto, do Chafariz dos arcos e a Fonte monumental. Essas estruturas foram concebidas para atender às necessidades de abastecimento de água da freguesia e do palácio, contribuindo assim para o desenvolvimento e embelezamento do local.